# Suzanne Simon
Suzanne Simon est une médecin et féministe belge née le 18 mai 1901 à Bruxelles et morte le 12 décembre 1989.

## Biographie

### Jeunesse et formation
Suzanne Simon obtient son doctorat en médecine en 1926.

### Carrière et enseignement
Suzanne Simon effectue des stages en France et aux États-Unis grâce au Fonds de la recherche scientifique (FNRS) puis travaille à l'institut Jules Bordet à partir de 1933. Elle y dirige le service de radiologie médicale et de radiumthérapie à partir de 1940, et en prend officiellement la tête en 1947.
Elle devient chargée de cours à l'Université libre de Bruxelles à partir de 1946, puis professeure extraordinaire en 1950. Elle participe à la fondation du centre national de radiologie et de génétique.
En 1965, elle traite les brûlures liées aux radiations de la radiothérapie de plusieurs patients avec succès en utilisant la kallicréine.

### Féminisme
Suzanne Simon siège à Euratom et s'oppose à l'évincement des femmes de postes importants du domaine du nucléaire.
Elle est membre de la Fédération belge des femmes diplômées des académies (FBFU) et lègue des fonds pour qu'une bourse destinée à une femme médecin soit créée en son nom.

### Autres engagements
Suzanne Simon est membre du Droit humain, une organisation maçonnique.